# Egyed
Egyed es un municipio de Hungría, situado en el distrito de Csorna, condado de Győr-Moson-Sopron. Tiene 13,43 km² de superficie y su población en 2015 se estimaba en 504 habitantes.

## Localización
Egyed se encuentra en la pequeña llanura húngara, una zona esteparia, a unos 12 kilómetros al sureste de la ciudad de Csorna, en el canal Buga-Csatorna. Las comunidades vecinas son Rábacsanak, Rábapordány, Árpás y Sobor.

## Características turísticas
- Crucifijo (Krisztus-kereszt), creado en 1803
- Iglesia católica romana de Szentháromság, construida en 1773
- Columna de la Santísima Trinidad (Szentháromság-oszlop), creada en el siglo XIX.
- Memoriales de la Guerra Mundial (I. és II. világháborús emlékmű)

## Personajes célebres
- Lajos Batthyány (1860-1951), político, magistrado principal y gobernador de Fiume